# Richmond Kickers
I Richmond Kickers sono una società calcistica professionistica statunitense con sede a Richmond (Virginia), che disputa le proprie partite interne presso il City Stadium, impianto da 22.000 posti a sedere. Detiene il record di club professionistico più antico degli Stati Uniti a non aver mai sospeso le attività.
Attualmente milita in USL League One, campionato di terza serie.

## Storia
Nel 1993, i Kickers disputano il primo campionato della loro storia, iscrivendosi alla lega amatoriale nota come USISL.
Dopo un paio di stagioni in ombra si arriva al 1995: si tratta di un'annata strepitosa, infatti la squadra di Richmond vince il campionato USISL Premier League e si aggiudica anche la U.S. Open Cup, battendo in finale per 4-2 agli shootout gli El Paso Patriots. Nella stagione successiva i Kickers sfiorano il bis in campionato, giungendo ancora una volta in finale, dalla quale però usciranno stavolta sconfitti.
Nel 1997, il club fa un salto di qualità e si iscrive alla A-League, il campionato di calcio statunitense più importante dopo la Major League Soccer. Da quel momento comincia una serie di stagioni senza successi, anche se fino al 2004 i Kickers concludono sempre la regular season fra le prime tre in classifica.
Nella stagione 2005, nonostante una stagione regolare terminata appena al sesto posto, i Kickers disputano degli ottimi play-off e arrivano alla finale del campionato, in cui vengono battuti ai calci di rigore dai Seattle Sounders, dopo che i tempi supplementari si erano conclusi sull'1-1. Conclusasi questa stagione, la dirigenza dei Kickers decide di iscrivere la squadra alla USL Second Division a causa delle spese troppo elevate necessarie per competere nella Prima Divisione.
I primi due anni dopo il ritorno in Seconda Divisione sono davvero eccellenti, infatti i Kickers vincono in entrambi i casi la regular season e, sia nel 2006 che nel 2007, raggiungono la finale del campionato: nel 2006 vincono battendo 2-1 i Charlotte Eagles, mentre nel 2007 perdono per 8-7 (1-1) ai calci di rigore contro gli Harrisburg City Islanders.
Nel 2011, i Kickers entrano a far parte del nuovo campionato professionistico organizzato dalla United Soccer League, la USL Pro. Nel 2013, il club siglò un club di affiliazione con la franchigia MLS del D.C. United. L'accordo è terminato solamente nel 2018, probabilmente a causa della fondazione del Loudoun United, club di USL Championship di proprietà della franchigia di Washington.
Nel 2018, in seguito ad anni di difficoltà da parte nel tenere il passo dei club concorrenti, la società ha deciso di scendere di categoria e così di prendere parte alla neonata lega di terzo livello organizzato dalla USL, la League One. Oltre a ciò, fu annunciata anche la nuova proprietà del club, composta soprattutto da ex calciatori e guidata dall'ex giocatore dei Kickers Rob Ukrop.

## Palmarès

### Competizioni nazionali
- U.S. Open Cup: 1

1995
- USISL Premier League: 1

1995
- United Soccer Leagues Second Division: 2

2006, 2009
- Commissioner's Cup : 1

2015
- Players' Shield : 1

2022

### Altri piazzamenti
- U.S. Open Cup:

Semifinalista: 2011
- United Soccer Leagues Professional Division:

Semifinalista: 2011

## Rosa 2016
| N. |                        | Ruolo | Calciatore       |
| -- | ---------------------- | ----- | ---------------- |
| 1  | Stati Uniti (bandiera) | P     | Ryan Taylor      |
| 2  | Camerun (bandiera)     | D     | Yomby William    |
| 4  | Ghana (bandiera)       | D     | Fred Sekyere     |
| 5  | Stati Uniti (bandiera) | C     | Michael Callahan |
| 7  | Inghilterra (bandiera) | A     | Matthew Delicâte |
| 8  | Stati Uniti (bandiera) | D     | Hugh Roberts     |
| 9  | Giamaica (bandiera)    | A     | Anthony Grant    |
| 10 | Lesotho (bandiera)     | A     | Sunny Jane       |
| 11 | Brasile (bandiera)     | A     | Luiz Nascimento  |
| 12 | Brasile (bandiera)     | A     | Romulo Peretta   |
| 14 | Giappone (bandiera)    | C     | Yudai Imura      |
| 15 | Argentina (bandiera)   | A     | Lucas Paulini    |
| 17 | Stati Uniti (bandiera) | A     | Jason Yeisley    |

| N. |                        | Ruolo | Calciatore     |
| -- | ---------------------- | ----- | -------------- |
| 18 | Guam (bandiera)        | D     | Alex Lee       |
| 20 | Stati Uniti (bandiera) | D     | Jalen Robinson |
| 21 | Stati Uniti (bandiera) | C     | Nate Shiffman  |
| 22 | Stati Uniti (bandiera) | A     | Brian Ownby    |
| 23 | Germania (bandiera)    | C     | Sascha Görres  |
| 24 | Stati Uniti (bandiera) | C     | Jackson Eskay  |
| 25 | Stati Uniti (bandiera) | C     | Travis Pittman |
| 27 | Stati Uniti (bandiera) | C     | Collin Martin  |
| 28 | Ghana (bandiera)       | C     | Samuel Asante  |
| 30 | Stati Uniti (bandiera) | P     | Charlie Horton |
| 31 | Stati Uniti (bandiera) | D     | Braeden Troyer |
| 36 | Stati Uniti (bandiera) | P     | Ronnie Pascale |
| 40 | Stati Uniti (bandiera) | P     | Matt Turner    |

## Allenatori
- Bobby Lennon (1993)
- John Kerr Sr. (1993-1994)
- Dennis Viollet (1995-1996)
- Frank Kohlenstein (1997)
- Colin Clarke (1998-1999)
- Leigh Cowlishaw (2000-)

## Risultati anno per anno
| Anno | Divisione | League               | Reg. Season                | Playoff                  | U.S. Open Cup    |
| ---- | --------- | -------------------- | -------------------------- | ------------------------ | ---------------- |
| 1993 | N/A       | USISL                | 4ª Atlantic Division       | Semifinale di Divisione  | Non entrato      |
| 1994 | 3         | USISL                | 9ª Atlantic Division       | Non qualificato          | Non entrato      |
| 1994 | N/A       | USISL Indoor         | 2ª Northern Division       | Non qualificato          | Non entrato      |
| 1995 | N/A       | USISL Premier League | 2ª Eastern Division        | Campione                 | Campione         |
| 1996 | 3         | USISL Select League  | 2° North Atlantic Division | Finale                   | Non qualificato  |
| 1997 | 2         | USISL A-League       | 3ª Atlantic Division       | Semifinale di Divisione  | 3º turno         |
| 1998 | 2         | USISL A-League       | 1ª Atlantic Division       | Semifinale di Conference | Non qualificato  |
| 1999 | 2         | USL A-League         | 2ª Atlantic Division       | 2º turno                 | Non qualificato  |
| 2000 | 2         | USL A-League         | 2ª Atlantic Division       | Semifinale di Conference | 3º turno         |
| 2001 | 2         | USL A-League         | 1° Central Conference      | Quarti di finale         | Quarti di finale |
| 2002 | 2         | USL A-League         | 2ª Southeast Division      | Finalista                | 3º turno         |
| 2003 | 2         | USL A-League         | 3ª Southeast Division      | Non qualificato          | Non qualificato  |
| 2004 | 2         | USL A-League         | 2° Eastern Conference      | Quarti di finale         | Quarti di finale |
| 2005 | 2         | USL First Division   | 6°                         | Finale                   | 4º turno         |
| 2006 | 3         | USL Second Division  | 1°                         | Campione                 | 2º turno         |
| 2007 | 3         | USL Second Division  | 1°                         | Finale                   | Quarti di finale |

## La James River Cup
La James River Cup era una competizione annuale disputata tra Richmond Kickers e Virginia Beach Mariners (un tempo chiamati Hampton Roads Mariners). Ad aggiudicarsi la coppa era la squadra che otteneva i migliori risultati negli scontri diretti della regular season. Il trofeo si è giocato dal 1996 al 2006 (ad eccezione del 1997 e del 2001, quando Virginia Beach non aveva una squadra). Nel 2007, i Mariners si sono sciolti e il futuro della coppa è incerto. I Kickers hanno vinto questa competizione per sette volte, i Mariners solo due volte (1996, 2006).

## Medie spettatori
- 1993: 2.433
- 1994: 985
- 1995: 1.109
- 1996: 1.255
- 1997: 1.925
- 1998: 2.527
- 1999: 2.488
- 2000: 2.192
- 2001: 2.436
- 2002: 2.431
- 2003: 2.273
- 2004: 2.333
- 2005: 2.754
- 2006:
- 2007:
- 2008: